# Акуабу, Кевин
Кевин Сент-Жюст Д.Аджанага Акуабу (род. 28 марта 1995, Ростов-на-Дону) — российский регбист, игравший на позиции вингера в регби-7. Мастер спорта международного класса.

## Биография

### Клубная карьера
Родился в Таганроге, занимался единоборствами (тхэквондо) и баскетболом, но по собственным словам получалось так себе. Придя в регби сразу понял, что это его игра. Сначала его игровая позиция была в центре веера, однако в Краснодаре тренеры переквалифицировали его во фланкера. Первоначально стал выступать за «Кубань» в семерке, с которой завоевал Кубок европейских чемпионов 2015 года. С образованием команды по регби-15 стал привлекаться и к играм за неё. В первом матче «Кубани» после возвращения в регби-15 Кевин занес попытку «Булаве». Летом 2020 года перешёл в ЦСКА. В 6-м туре занёс бывшей команде.

### Карьера в сборной
К играм за сборную по регби-7 стал привлекаться в 2016 году, до этого привлекался в различные юниорские сборные.